# Ргајска планина
Ргајска планина је планина у југоисточном делу Србије у близини Прокупља. Припада Родопским планинама, тј. српско-македонској маси, а по начину постанка припадају громадним планинама. Највиши врх је Јованова глава висок 1.017 метара. Од Пасјаче је одваја превој Бели камен, којим пролази пут Прокупље—Бојник.
Земљиште око Ргајске планине је претежно брдовито. Највиша тачка на том подручју је Видојевица, врх Бандера 1.155 метара надморске висине, североисточно од Ргајске планине. Подручје око Ргајске планине је релативно слабо насељено. Најближи већи град је Прокупље, 13,3 километара северно од Ргајске планине. Простор око Ргајске планине готово је у потпуности прекривен четинарском шумом. У региону око Ргајске планине, стеновите формације су необично честе.
Клима је умереноконтинентална. Просечна температура је 10 °C. Најтоплији месец је јул, на 22 °C, а најхладнији децембар, на -2 °C. Просечна количина падавина је 992 милиметара годишње. Највлажнији је месец мај са количином падавина од 143 милиметра, а најсушнији је август са 27 милиметара.
| Ј                                     | Ф       | М       | А        | М         | Ј        | Ј        | А        | С        | О       | Н       | Д       |
| 97 1 −4                               | 87 8 −4 | 72 12 1 | 122 17 4 | 143 19 11 | 74 22 15 | 76 27 17 | 27 26 16 | 86 21 12 | 64 16 7 | 62 10 2 | 83 1 −6 |
| Просечне макс. и мин. температуре у ° |         |         |          |           |          |          |          |          |         |         |         |
| Укупне падавине у                     |         |         |          |           |          |          |          |          |         |         |         |
| Извор:                                |         |         |          |           |          |          |          |          |         |         |         |

| Империјална конверзија                | Империјална конверзија | Империјална конверзија | Империјална конверзија | Империјална конверзија | Империјална конверзија | Империјална конверзија | Империјална конверзија | Империјална конверзија | Империјална конверзија | Империјална конверзија | Империјална конверзија |
| ------------------------------------- | ---------------------- | ---------------------- | ---------------------- | ---------------------- | ---------------------- | ---------------------- | ---------------------- | ---------------------- | ---------------------- | ---------------------- | ---------------------- |
| Ј                                     | Ф                      | М                      | А                      | М                      | Ј                      | Ј                      | А                      | С                      | О                      | Н                      | Д                      |
| 3,8 34 25                             | 3,4 46 25              | 2,8 54 34              | 4,8 63 39              | 5,6 66 52              | 2,9 72 59              | 3 81 63                | 1,1 79 61              | 3,4 70 54              | 2,5 61 45              | 2,4 50 36              | 3,3 34 21              |
| Просечне макс. и мин. температуре у ° |                        |                        |                        |                        |                        |                        |                        |                        |                        |                        |                        |
| Укупне падавине у инчима              |                        |                        |                        |                        |                        |                        |                        |                        |                        |                        |                        |

| Ј                                     | Ф       | М       | А        | М         | Ј        | Ј        | А        | С        | О       | Н       | Д       |
| 97 1 −4                               | 87 8 −4 | 72 12 1 | 122 17 4 | 143 19 11 | 74 22 15 | 76 27 17 | 27 26 16 | 86 21 12 | 64 16 7 | 62 10 2 | 83 1 −6 |
| Просечне макс. и мин. температуре у ° |         |         |          |           |          |          |          |          |         |         |         |
| Укупне падавине у                     |         |         |          |           |          |          |          |          |         |         |         |
| Извор:                                |         |         |          |           |          |          |          |          |         |         |         |

| Империјална конверзија                | Империјална конверзија | Империјална конверзија | Империјална конверзија | Империјална конверзија | Империјална конверзија | Империјална конверзија | Империјална конверзија | Империјална конверзија | Империјална конверзија | Империјална конверзија | Империјална конверзија |
| ------------------------------------- | ---------------------- | ---------------------- | ---------------------- | ---------------------- | ---------------------- | ---------------------- | ---------------------- | ---------------------- | ---------------------- | ---------------------- | ---------------------- |
| Ј                                     | Ф                      | М                      | А                      | М                      | Ј                      | Ј                      | А                      | С                      | О                      | Н                      | Д                      |
| 3,8 34 25                             | 3,4 46 25              | 2,8 54 34              | 4,8 63 39              | 5,6 66 52              | 2,9 72 59              | 3 81 63                | 1,1 79 61              | 3,4 70 54              | 2,5 61 45              | 2,4 50 36              | 3,3 34 21              |
| Просечне макс. и мин. температуре у ° |                        |                        |                        |                        |                        |                        |                        |                        |                        |                        |                        |
| Укупне падавине у инчима              |                        |                        |                        |                        |                        |                        |                        |                        |                        |                        |                        |

## Галерија
|                                                         |
| Стара буква, на врху Јованова глава, обима дебла око 6м |